# Marko Bandelli
Marko Bandelli, slovenski podjetnik in politik, * 19. november 1967, Trst. 
Bandelli je primorski podjetnik in politik. Med letoma 2014 in 2018 je bil župan Občine Komen. Ob nastopu 13. vlade Republike Slovenije je zasedel položaj kohezijskega ministra, ki ga je moral zaradi verbalnih napadov na komenskega županskega napada zapustiti. Do leta 2022 je bil nato poslanec v Državnem zboru Republike Slovenije iz vrst Stranke Alenke Bratušek. Nekaj mesecev po pripojitvi stranke h Gibanju Svoboda je Bandelli iz njega izstopil in se včlanil v stranko DeSUS.

## Mladost in poslovna pot
Marko Bandelli se je kot Marco Bandelli rodil 19. novembra 1967 v Trstu očetu Alojzu Bandlju, ki je bil poslovnež, in mami medicinski sestri. Markov oče si je moral po poroki z mamo in prevzemom italijanskega državljanstva spremeniti ime v Luigi Bandelli. Marko si je ime Marco v slovensko obliko spremenil leta 1990, priimek pa pustil v poitalijančeni obliki Bandelli, kot mu je bila dana ob rojstvu.
Osnovno in srednjo šolo je opravil v Nabrežini v Italiji in nato leta 1988 diplomiral na višji šoli Žige Zoisa v Trstu. Prvo lastno podjetje je ustanovil pri dvaindvajsetih letih in opustil študij. Nadalje je bil direktor več podjetij, med njimi EDILTER s.n.c, KBA d.o.o., EUMAT d.o.o. in Bandelli group/skupina d.o.o. Leta 2010 je s nadaljeval s študijem in leta 2013 diplomiral iz ekonomije.

## Politika
Leta 2011 se je pridružil stranki Zorana Jankovića Pozitivna Slovenija, leta 2013 pa ustanovil njen lokalni odbor v Komnu, ki mu je tudi predsedoval. Istega leta ga Državni zbor imenuje na mesto člana nadzornega sveta RTV Slovenija, naslednje leto napreduje na mesto predsednika nadzornega sveta radiotelevizije. V razkolu v Pozitivni Sloveniji se Bandelli postavi na stran nekdanje premierke Alenke Bratušek in soustanovi njeno novo stranko Zavezništvo Alenke Bratušek. Leta 2014 postane kandidat stranke za župana Občine Komen. Na volitvah je v drugem krogu z 51,33 % glasov premagal takratnega župana Danijela Božiča in postal župan.
Pred državnozborskimi volitvami 2018 je kandidiral za poslanca Stranke Alenke Bratušek. Uvrstil se je na peto mesto v volilnem okraju Sežana in bil izvoljen za poslanca. Po odhodu z mesta kohezijskega ministra se je vrnil v poslanske klopi, kjer je bil član Komisije za odnose s Slovenci v zamejstvu in po svetu, podpredsednik odbora za finance, član odbora za kulturo, član odbora za obrambo ter član preiskovalne komisija o ugotavljanju domnevnega pranja denarja v NKBM d.d., domnevnega nezakonitega financiranja politične stranke SDS in domnevnega nezakonitega financiranja volilne kampanje SDS za predčasne volitve poslancev v Državni zbor 2018.
13. septembra 2018 je bil imenovan na mesto ministra za razvoj, strateške projekte in kohezijo v 13. vladi Republike Slovenije. Po objavi verbalnih pritiskov na županskega kandidata v Občini Komen Erika Modica, je premier Marjan Šarec zahteval Bandellijev odstop. Ta se je zgodil 13. novembra 2018. Na mestu ministra ga je nasledil Iztok Purič, Bandelli pa se je vrnil v poslanske klopi.
Po državnozborskih volitvah leta 2022 se je Stranka Alenke Bratušek pripojila stranki Gibanje Svoboda. 20. januarja 2023 je Bandelli iz nje izstopil, saj da v nasprotju s statutom v stranki ni imel možnosti uveljavljati pravice pri oblikovanju politik stranke in sodelovati pri njihovem izvajanju. Po tem je prestopil v Demokratično stranko upokojencev Slovenije (DeSUS).
Na kongresu stranke DeSUS junija 2024 je bil izvoljen za podpredsednika stranke.

## Zasebno
Z ženo in otrokoma živi v Kobdilju. Tekoče govori slovensko in italijansko. 